# Cryptachaea chiricahua
Espèce
Synonymes
- Achaearanea chiricahua Levi, 1955

Cryptachaea chiricahua est une espèce d'araignées aranéomorphes de la famille des Theridiidae.

## Distribution
Cette espèce est endémique d'Arizona aux États-Unis,. Elle se rencontre dans les monts Chiricahua, les monts Huachuca et les monts Santa Catalina,.

## Description
La femelle holotype mesure 3,0 mm et le mâle décrit par Levi en 1963 2,4 mm.

## Étymologie
Son nom d'espèce lui a été donné en référence au lieu de sa découverte, les monts Chiricahua.

## Publication originale
- Levi, 1955 : The spider genera Coressa and Achaearanea in America north of Mexico (Araneae, Theridiidae). American Museum novitates, no 1718, p. 1-33 (texte intégral).